# غبار السيليكا

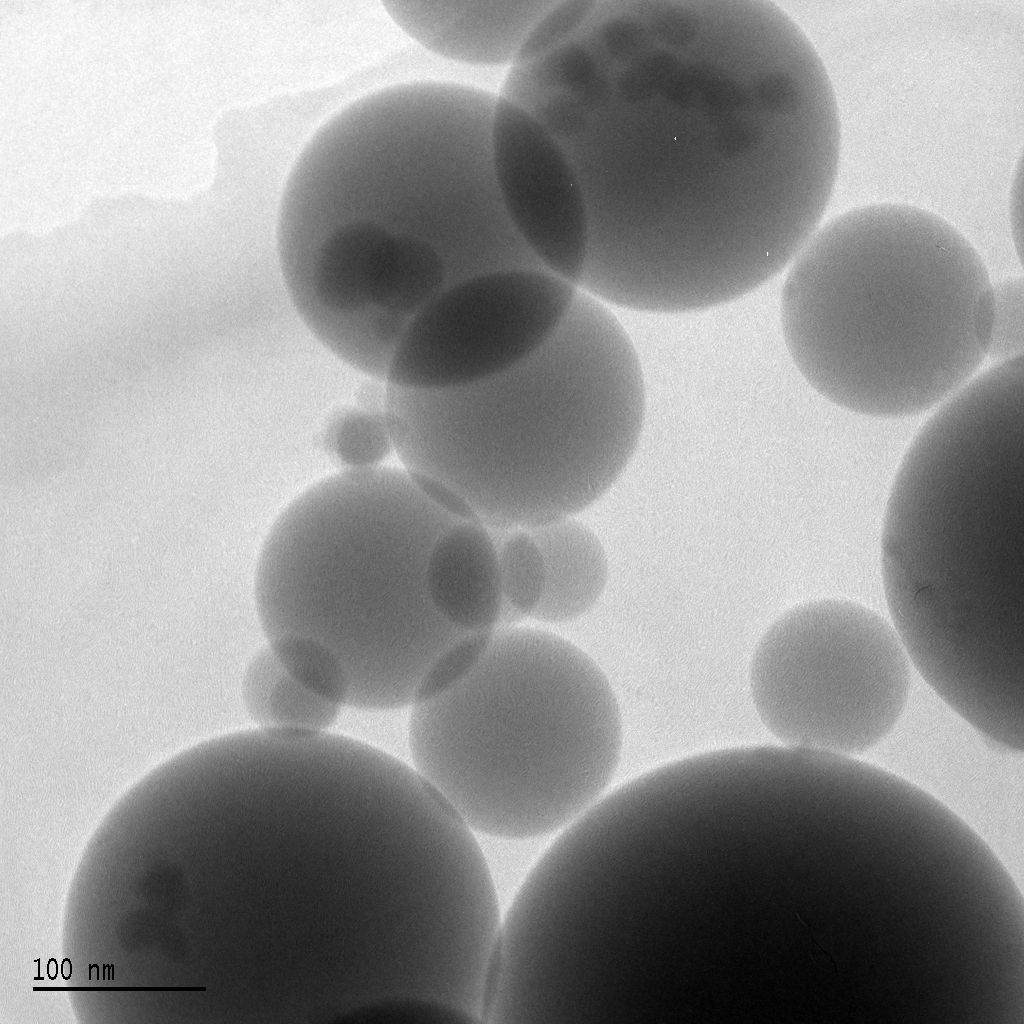
جزيئات غبار السيليكا معروضة في مجهر إلكتروني نافذ.

غبار السيليكا، السيليكافيوم وتُعرف أيضاً بالميكروسيليكا (بالإنجليزية: Micro Silica)‏ هو منتج ثانوي (by-product) من عملية إنتاج معدن الفيروسيليكون في الأفران الكهربائية القوسية، حيث يتم الحصول عليها من الدخان المتصاعد من خلال مداخن الأفران بواسطة عملية التكثيف، ولذلك تدعى من قبل بعض الاختصاصين الميكروسيليكا المكثفة (Condensed Silica Fume) واختصاراً (CSF).
يشكل ثاني أوكسيد السيليكون حوالي 90% من تركيب الميكروسيليكا، وتكون جزيئاتها كروية الشكل وفائقة النعومة، بحيث أنها أنعم من الاسمنت بحوالي 100 مرة.
يمكن استبدال جزء من المواد الاسمنتية المستخدمة في الخلطة الخرسانية بمادة الميكروسيليكا بنسب تتراوح بين 7–15 % من وزنها.
وتصنع مادة الميكروسيليكا في أوروبا ومصر وجنوب أفريقيا والهند.

## مزايا
من مزايا استخدام الميكروسيليكا في البيتون:
- مقاومة ابتدائية ونهائية عالية.
- مقاومة أفضل للحك أو التآكل الميكانيكي (abrasion).
- مقاومة أفضل للكبريتات.
- نفاذية أقل وبالتالي ديمومة أعلى.

## عيوب
من مساوئ استخدام الميكروسيليكا في البيتون:
- الاحتياج لماء أكثر، وبالتالي نحتاج ملدنات غالية الثمن للحفاظ على نسبة الماء / الاسمنت.
- تُنتج بيتون ذات تماسكية عالية (Sticky) صعبة الرص والإنهاء.
- احتمال كبير لحصول شقوق تقلص لدن نتيجة الفقد التام للماء النازف (Bleeding Water).

## خطوره على الصحه
ان مادة السيليكا تتواجد في الحجر والاسمنت واذا تم تكسير او نحت الحجر ينطلق غبار السيليكا في الهواء واذا تم استنشاق غبار السيليكا تدخل البلورات الصغيرة إلى الرئة الى الأكياس الهوائية الهشة الصغيرة حيث يتم امتصاص الأكسجين في الدم.
ثم تأتي خلايا الجهاز المناعي التي تسمى البلاعم Macrophages  وهي الخلايا المسئولة عن التخلص من أي اجسام دخيلة على الرئة، وتقوم بابتلاع بلورات السيليكا وتحاول إذابة البلورات إلا أنها تفشل في ذلك. وبمرور الوقت يتراكم المزيد من البلورات داخل خلايا البلاعم. ثم تقوم البلاعم بحمل بلورات السيليكا إلى جدران الرئة حيث تموت هناك،  حيث يتشكل نسيج ندبي حول الخلايا الميتة وينتشر كالسرطان مع موت المزيد من الخلايا. ويمكن أن يستمر هذا الضرر حتى بعد توقف التعرض لغبار السيليكا.
الحل الوحيد لمنع وقوع اضرار استنشاق السيليكا هو عملية غسيل الرئة الفوري لمحاولة اخراج الغبار من الرئة، واذا مرت فترة على استنشاق الغبار وحصل ضرر فيجب اخذ ادوية مدى الحياة لمنع انتشار النسيج الندبي بالرئة.